# فلوندن
فلوندن (به انگلیسی: Flaunden) یک روستا و محله مدنی در بریتانیا است که در داکورام واقع شده‌است.